# Advena campbelli
Advena campbelli foi uma espécie de gastrópodes da família Helicarionidae.
Foi endémica da Ilha Norfolk.